# Ipernity
Ipernity — це некомерційна спільнота для обміну фотографіями, яка фінансується виключно за рахунок членських внесків без жодного наміру отримання прибутку.  За допомогою Асоціації членів Ipernity (IMA) спільнота керує власним веб-сайтом для захищеного приватного обміну цифровим вмістом, таким як фотографії, відео, аудіофайли та блоги, а також для всесвітньої публікації вибраного вмісту.
У межах своїх груп ipernity сприяє взаємному натхненню та міжнародній комунікації за допомогою машинного перекладу. Оскільки веб-служба ipernity на 100% належить членам, на неї не впливають зовнішні інтереси, особливо інтереси інвесторів. Він орієнтований виключно на потреби громади. Конфіденційність і вміст користувачів особливо захищені в ipernity. У результатах пошукових систем з’являється лише той вміст, який явно схвалений для публікації користувачами. Особисті дані та вміст жодним чином не будуть аналізуватися, передаватись або продаватися в комерційних цілях.
Веб-сайт знаходиться в прямій конкуренції з Flickr і тому його легко з ним порівняти.   Однак він виділяється трохи більшим набором функцій.   За версією порталу trusted.de, сервіс ipernity входить до семи найкращих сервісів для обміну фотографіями. 

## Виникнення
Ipernity виникла в 2005 році, коли двоє французьких програмістів Крістоф Рюель і Крістіан Конті взялися за програмування платформи для обміну фотографіями. Перша тестова версія була запущена в експлуатацію в 2006 році, а потім публічна бета-версія в 2007 році.  У грудні 2008 року ipernity виявилася найкращою платформою для обміну фотографіями на другій щорічній премії Open Web Awards від Mashable .  Назва сайту складається з «IP» і «eternity».  З метою фінансування подальшого розвитку веб-сайт був зареєстрований на Паризькій фондовій біржі в липні 2009 року.  Це призвело до перезапуску в квітні 2013 року, який був значною мірою орієнтований на функції Flickr на той час і вступив з ними в конкуренцію.  Незабаром після цього Flickr змінив свій макет, що спонукало багатьох його користувачів перейти на ipernity.  Ipernity також отримав вигоду від припинення служби обміну фотографіями Panoramio між 2014 і 2016 роками  .

## Планове припинення роботи сайту кінець січня 2017 року
Наприкінці 2016 року колишня операційна компанія Ipernity SA повідомила користувачів про те, що 31 січня 2017 року послуга повинна бути припинена з економічних причин.  Віддані користувачі тоді взяли на себе ініціативу продовжити веб-сайт самостійно. Вони домовилися про мораторій з Ipernity SA, щоб розглянути різні варіанти її подальшого існування.

## Постійна робота веб-сайту його членами
10 січня 2017 року виникла ідея заснувати некомерційну організацію — Ipernity Members Association (ima) — для продовження роботи сайту з власної ініціативи.  Ця ідея була повідомлена користувачам 26 січня 2017 року. Водночас було проведено опитування, щоб визначити, наскільки користувачі фінансово підтримають таку операторську модель.  Відповідь була виключно позитивною.  За 15 днів за допомогою краудфандингу було зібрано 117% запланованих коштів ($25 тис.), необхідних для подальшої роботи сайту. 
Після заснування Асоціації членів Ipernity (ima) 20 лютого 2017 року  було укладено угоду про активи з Ipernity SA та закріплено контрактом у травні 2017 року. З 1 вересня 2017 року веб-сайт перебуває у самостійному управлінні громади.  Останні зобов'язання з угоди про активи були погашені наприкінці січня 2018 року. Водночас сторонньому постачальнику ІТ-послуг було доручено підтримувати програмне забезпечення та адаптувати його до нових вимог. 
У грудні 2018 року, після оголошення 26 жовтня , Ipernity видалила 5,8 мільйона файлів із загальним обсягом 14,6 ТБ із безкоштовних облікових записів, які перевищували ліміт пам’яті й тому мали «невидимий вміст».  Видалений вміст становив майже половину від загального вмісту, розміщеного на службі, і залишив 18 000 безкоштовних користувачів і 1300 учасників з деяким вмістом. 

## Використання
Будучи високопродуктивною програмою для настільних ПК, Ipernity орієнтована на фотографів, ентузіастів, художників, письменників і напівпрофесійних користувачів. Спільнота дає змогу обмінюватися зображеннями, відео, аудіофайлами та блогами, а також пов’язаним спілкуванням і глобальною онлайн-публікацією з метою сприяння діалогу та взаємного натхнення. Також доступна мобільна версія сайту з обмеженим набором функцій.  Інші програми для Ipernity також доступні.   

## Особливості
Ipernity пропонує своїм користувачам чотири різні рівні облікових записів, починаючи від безкоштовного гостьового облікового запису з обмеженими функціями та пам’яттю до облікового запису Plus, який включає повний набір функцій і необмежений простір для зберігання.  На додаток до завантаження зображень із заголовками, підписами та інформацією про метадані, функції включають публікацію та отримання коментарів, використання внутрішньої поштової скриньки, параметри для налаштування макета власної сторінки, геокартування, вбудовування нотаток і зображень, публікацію статей або блогів, завантаження відео та аудіофайлів, редагування та заміна власних фотографій, завантаження (залежно від дозволу, наданого власником авторських прав), участь у тематичних групах і створення їх, а також використання інтегрованої функції автоматичного перекладу, яка забезпечує переклади на та з одинадцяти різних мов, включаючи англійську, французьку, німецьку, іспанську, італійську, голландську, португальську, польську, російську, японську та китайську.   Ця остання функція забезпечує більшу легкість спілкування між членами на міжнародному рівні та залучила до Ipernity користувачів з різних країн світу. Крім того, внутрішня розсилка спільноти, повідомлення для учасників і всі практичні статті постійно надаються всіма трьома основними мовами (англійською, німецькою та французькою), а сама платформа підтримує 7 мов. 
Ipernity насамперед спрямований на обмін вмістом у спільноті, і користувачі мають повний контроль над тим, наскільки широко вони хочуть поширити певне зображення, статтю чи інший вміст, а також з якими обмеженнями. Веб-сайт розроблено спеціально для того, щоб дозволити користувачам обмежувати доступ до свого вмісту, а також кількість осіб, які можуть коментувати їхній вміст, за категоріями. Категорії включають лише приватне використання, родину, друзів, контакти всередині спільноти та всіх загалом. Вирішуючи, під якою ліцензією хтось бажає опублікувати певний вміст, користувач може вибрати з широкого діапазону варіантів, від усіх захищених прав до безкоштовного використання. Ці параметри дозволяють користувачам адаптувати свій обліковий запис Ipernity до своїх конкретних потреб у спільному доступі та до потрібного ступеня конфіденційності та захисту авторських прав.
Оскільки служба обміну фотографіями Ipernity управляється демократично регульованою асоціацією членів, підписані учасники не лише використовують платформу для обміну, але й мають право брати участь у житті самої асоціації, обираючи керівні органи, переглядаючи фінанси та діяльність звіти та участь у прийнятті рішень щодо розвитку громади.  Це означає, що, на відміну від користувачів комерційних онлайн-платформ для обміну фотографіями, учасники Ipernity мають право голосу щодо будь-яких змін напрямку, модифікації політики та планування майбутніх розробок.
Через свою асоціативну та суто некомерційну природу Ipernity залежить від підтримки життєздатного членства, і, як повідомляють члени, дуже уважно ставиться до прохань про допомогу щодо технічних проблем і сприйнятливий до пропозицій членів.     Спільнота також користується перевагами волонтерської роботи з боку членів, які зазвичай пропонують свої послуги адміністраторів однієї чи кількох із багатьох тематичних груп, але також можуть добровільно надавати свою допомогу іншими способами, наприклад, виступаючи радниками IMA, допомога іншим членам у фотопроектах і навіть спонсорування інших користувачів, які не можуть дозволити собі членські внески. Ipernity також надає простір для розробників. 
Оскільки платформа повністю фінансується за рахунок членських внесків і пожертвувань, реклами немає.

## Зовнішні посилання
- www.ipernity.com
- ima Bylaws

## Подальше читання
- Alternativen zu Flickr - die Top 5 - Альтернативи Flickr! - топ 5